# حسن عشایری
حسن عشایری (متولد ۳ فروردین ۱۳۲۰ در اهر) روان‌پزشک و نورولوژیست ایرانی و استاد دانشگاه علوم پزشکی ایران است. تحصیلات ابتدایی را در مدرسه رشدیّه آغاز و پس از اتمام آن وارد دبیرستان محمّدیه شد امّا از کلاس یازدهم به تهران رفت و در آن شهر دیپلم گرفت و از دانشگاه فرایبورگ دکترای مغز و اعصاب گرفت و همزمان موفّق شد تخصّص روان‌پزشکی نیز اخذ نماید. حسن عشایری همسر دکتر شیوا دولت‌آبادی است.برادر او دکتر محمد عشایری از اولین جراحان مغز ایران و صاحب بیمارستان دکتر محمد عشایری است. دکتر عشایری جز موسسین و رئیس انجمن عصب روانشناسی ایران است و در این زمینه بیش از چند صد ISI و مقاله داخلی (بالاخص در زمینه زبان و آفازی) دارد. همچنین ایشان در مراکز فرهنگی متعدّدی عضویّت دارد که از مهم‌ترین آنها می‌توان به مؤسّسه حمایت از حقوق کودکان، انجمن تلاشگران سلامت، انجمن دوستی ایران و آلمان، انجمن آسیب دیدگان اجتماعی، انجمن فرهنگی آریان پور و انجمن کاربرد موسیقی در بهداشت جسم و روان اشاره کرد.